# Trinitarierkirche (Adare)

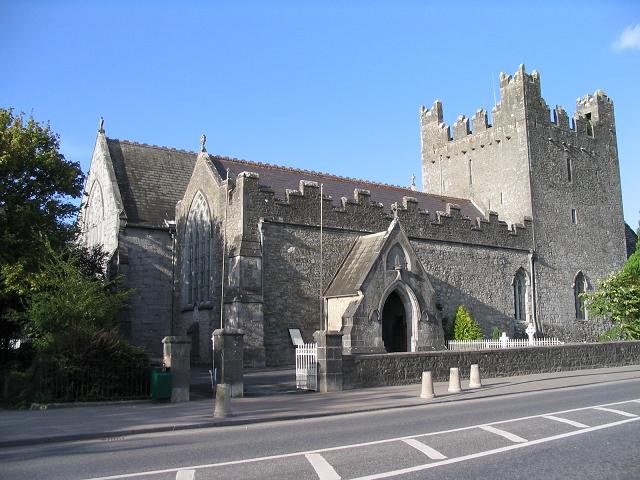
Die Trinitarierkirche zu Adare

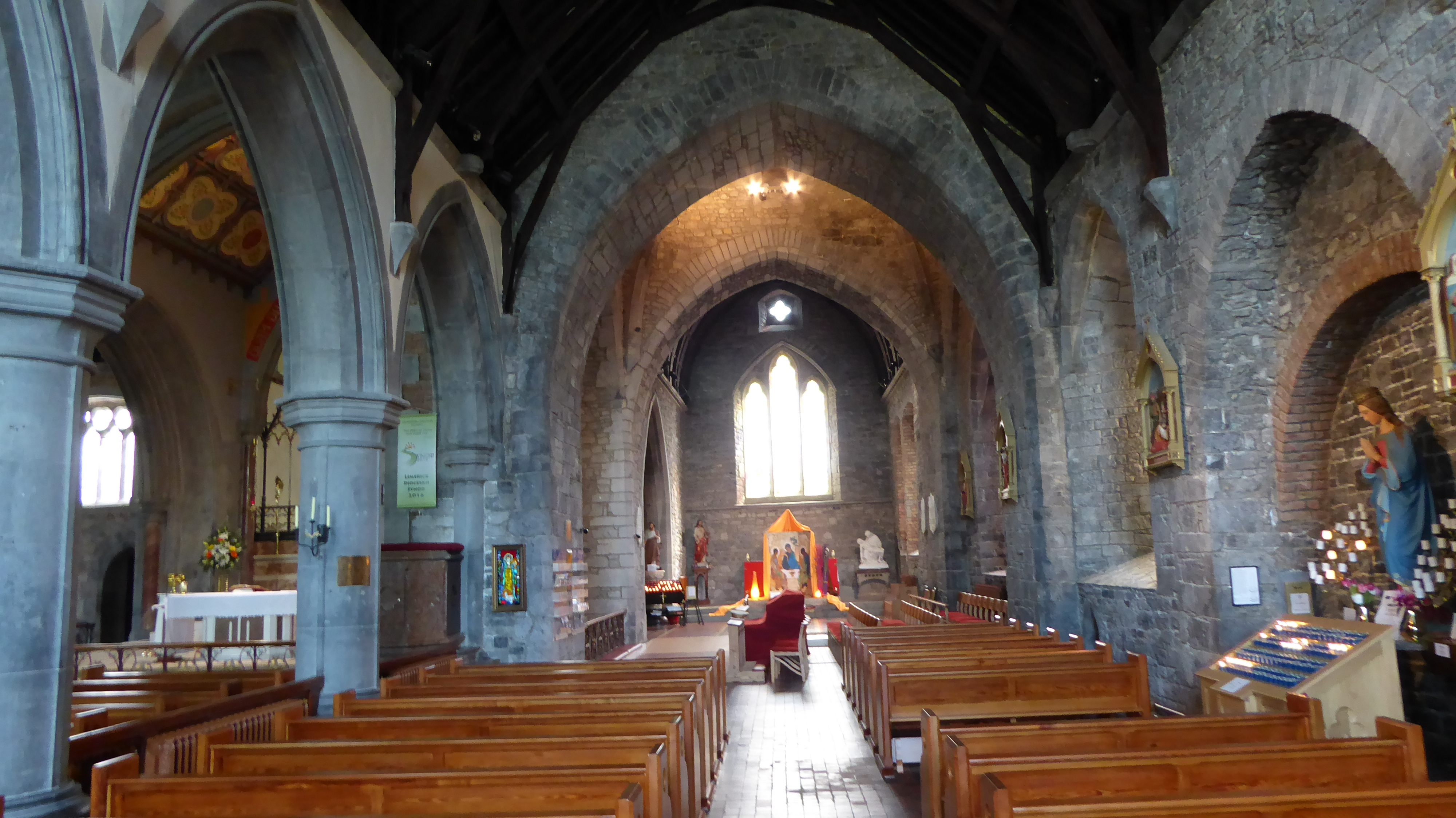
Blick aus dem Südseitenschiff durch das Untergeschoss des Turms in die südliche Chorkapelle, den mittelalterlichen Chor

Die Trinitarierkirche (englisch Trinitarian Church; auch: Holy Trinity Abbey Church, deutsch: Abteikirche zur Heiligsten Dreifaltigkeit, irisch Mainistir na dTríonóideach) ist eine römisch-katholische Pfarrkirche und frühere Klosterkirche des Trinitarier-Ordens in Adare in Irland. Sie ist der Heiligsten Dreifaltigkeit geweiht.
Wenige hundert Meter entfernt gibt es in Adare eine weitere gotische Klosterkirche; die Augustinerkirche („Black Friary“, Wikipedia Commons: Adare Augustinian Friary) wurde etwa hundert Jahre nach der Trinitarierkirche gegründet, war ebenfalls zeitweise Ruine und wurde ebenfalls im 19. Jahrhundert wieder in Gebrauch genommen.

## Geschichte
Das genaue Gründungsdatum des Trinitarierklosters zu Adare ist nicht bekannt. Der Orden ließ sich dort um 1230 in seiner wahrscheinlich einzigen Gründung in Irland nieder und errichtete eine Kirche mit Hospital. Das Kloster war dem heiligen
Jakobus (St. James) geweiht. 1272 konnte das Kloster durch eine Schenkung von Thomas Fitzgerald Lord von Offaly neu errichtet werden. Das Kloster wurde 1539 aufgehoben und die Kirche verfiel zur Ruine.
1811 wurde die Ruine der Klosterkirche durch den Grafen von Dunraven restauriert und als katholische Pfarrkirche von Adare bestimmt. An die erste Inbetriebnahme schloss sich ein großzügiger Ausbau an. Die Schlussweihe erfolgte 1884.

## Architektur
Für ihre neue Nutzung wurde die Kirche zu einer Hallenkirche ausgebaut, mit einem etwas komplizierten, aber für die Britischen Inseln nicht untypischen Grundriss:  Vom einschiffigen mittelalterlichen Bau wurden der wuchtige Mittelturm und Teile der südlichen Langhauswand übernommen. Ab 1856 wurden das mittelalterliche Langhaus und der Chor um ein neues Mittelschiff und ein Seitenschiff nach Norden erweitert und der Kirche ihre heutige dreischiffige Gestalt verliehen. Das Mittelschiff überragt das Südschiff nach Westen, während das kurze Nordschiff erst ab dem vierten Mittelschiffsjoch beginnt. Nördlich des Turmes schließt an das neue Mittelschiff ein ebenfalls neues einseitiges Querhaus an. Im Winkel zwischen diesem und dem neuen Chor steht etwas niedriger die Sakristei, Dachfirst parallel zu dem des Querhauses.